# Bernhard Leube
Bernhard Leube (* 1954 in Ennabeuren) ist ein deutscher Theologe, Kirchenmusiker, Pfarrer in der Evangelischen Landeskirche Württemberg und Hochschullehrer in Tübingen.

## Werdegang
Bernhard Leube studierte evangelische Theologie an den Universitäten in Tübingen und Göttingen. Dieses Studium schloss er 1979 ab. Die kirchenmusikalische C-Prüfung legte er 1982 ab. In den Jahren 1981 bis 1985 war Leube Musikrepetent am Evangelischen Stift Tübingen. Sodann war er Gemeindepfarrer in Willmandingen auf der Schwäbischen Alb.

## Tätigkeit
Von 1996 bis 2020 arbeitete Bernhard Leube als Pfarrer beim Amt für Kirchenmusik im Stuttgarter Oberkirchenrat der Evangelischen Landeskirche in Württemberg. Gleichzeitig wirkte er als Dozent in den Fächern Liturgik, Hymnologie und theologische Grundlagen an der Evangelischen Hochschule für Kirchenmusik in Tübingen. Außerdem betätigte er sich in der Ausbildung von Vikaren und in der Pfarrerfortbildung. 
2006 wurde Leube zum Professor und zum Prorektor dieser Hochschule ernannt. 
Er ist Mitglied der Liturgischen Konferenz, insbesondere im Ausschuss „Gottesdienst und Dramaturgie“.

## Veröffentlichungen (Auswahl)
- Der Gottesdienst, in: Probieren und Studieren. Lehrbuch zur Grundausbildung in der Evangelischen Kirchenmusik, hrsg. von Siegfried Bauer und Ingo Bredenbach, Strube-Verlag (Edition 9024) München 1996, S. 275–305, ISBN 3-921946-29-8
- Lied trifft Text. Eine Arbeitshilfe zur Gottesdienstgestaltung mit dem Evangelischen Gesangbuch, hrsg. von Bernhard Leube, Dörte Maria Packeiser, Ernst-Dietrich Egerer und Thomas Holm, Stuttgart 2000, ISBN 3-931895-12-2
- Wortklänge. Musik zum Gottesdienst für Gemeinde und Chor. Beiheft zum Gottesdienstbuch I der Evangelischen Landeskirche in Württemberg, hrsg. von Bernhard Leube und Lothar Friedrich, München 2003
- Zur Geschichte der Messe, in: Ergänzungsband zum Gottesdienstbuch für die Evangelische Landeskirche in Württemberg, Stuttgart 2005, S. 28–46
- Kirchenliedkunde, in: Handbuch für Bläserchorleitung, hrsg. von Irmgard Eismann und Hans-Ulrich Nonnenmann, Stuttgart 2007, S. 398–418